# 尾崎一雄
尾崎 一雄（おざき かずお、1899年（明治32年）12月25日 - 1983年（昭和58年）3月31日）は、日本の小説家。三重県生まれ。早稲田大学文学部国文科卒。志賀直哉に師事。生活苦の中で執筆し、短編集『暢気眼鏡』で芥川賞受賞。その後大病を患い、療養生活の中で自然や生き物への観察眼を深め、身近に迫る死を見つめた心境小説を発表して高い評価を受けた。昭和期の代表的な私小説作家であり、『虫のいろいろ』や『美しい墓地からの眺め』などの作品は、作者のみならず心境小説の代表的作品として知られている。日本芸術院会員、文化功労者、文化勲章受章者。

## 来歴・人物
実家は祖父の代まで神奈川県小田原市北東部の宗我神社の神官を務めた一族だが、父・尾崎八束（1872-1920）は東京帝国大学文学部史学科卒、神宮皇學館講師をしており、三重県宇治山田町（現・伊勢市）で生まれる。16歳で志賀直哉『大津順吉』を読んで感動し、作家を一生の仕事にしようと決心する。神奈川県立小田原中学校（現：神奈川県立小田原高等学校）、早稲田高等学院を経て、早稲田大学文学部国文科卒業。政治家河野一郎とは早稲田大学も含め同級生であった。
学生時代に肺病を患ったことから、憧れの志賀直哉に一刻も早く会いたいという気持ちになり、志賀の親戚という同級生に紹介を頼み、志賀に師事する。山口剛や窪田空穂の影響を受けた。早稲田時代から古本収集をしており、多くの文芸書の初版・限定本を得たが貧窮した時期に売ってしまった。
1925年、同人雑誌『主潮』に『二月の蜜蜂』を発表し、1枚2円50銭という破格の原稿料を手にする。新進作家として注目されたが、5年に渡って停滞期を送る。その理由として本人は、全盛であったプロレタリア文学に圧迫され締め出されたこと、志賀のようになりたいと頑張ってきたがスタミナ切れで息切れしたことを挙げている。最初の結婚は妻に不貞を働かれて別れ、傷心を抱いたが、1931年に金沢の女学校を出たばかりの山原松枝と結婚し、これを機に再起。志賀から西鶴の現代語訳の仕事をもらい、1932年に志賀と共著の形で出版。志賀は西鶴の力強さが失われるとして現代語訳自体に否定的であったが、尾崎の経済的困窮を見かねて引き受け、尾崎に印税を与えた。1937年、短篇集『暢気眼鏡』で第5回芥川賞を受賞し、作家的地位を確立した。
1944年、病気のため郷里下曽我に疎開し、長い療養生活を経て、以後この地で作家活動を行った。
上林暁と並んで戦後期を代表する私小説（心境小説）の作家として知られる。その文章は、ユーモアと負けん気、理不尽への怒りを背景に、独特のリズムとさわやかな読後感が印象的。三島由紀夫は尾崎の作風を「着流しの志賀直哉」と呼んだ。特に晩年の小説とも随筆とも判別しがたい自由闊達の作品は、その心境の深まりとあいまって、心境小説の典型を示している。
一枝という娘があったが、尾崎士郎がこれにあやかって娘に一枝と名づけ、いずれも早稲田大学へ入ったためよく混同された。のち士郎の娘は中村汀女の息子と結婚、一雄の娘も結婚して古川と姓が変り、後年共著を出している。
代表作は、『暢気眼鏡』『虫のいろいろ』『美しい墓地からの眺め』『まぼろしの記』『虫も樹も』『あの日この日』など。最晩年から没後に『尾崎一雄全集』（筑摩書房、全15巻）が刊行された。
1964年日本芸術院会員、1978年秋に文化勲章受章、文化功労者。1983年3月31日に小田原市の自宅で倒れ、搬送先の病院にて急逝した。遺稿は同月に亡くなった小林秀雄の追悼記だった。

## 作品リスト
特に注記のないものは、短編小説である。
- 1925年 『二月の蜜蜂』
- 1933年 『猫』
- 1933年 『暢気眼鏡』（同名小説集により第5回芥川龍之介賞）
- 1934年 『擬態』
- 1935年 『父祖の地』
- 1937年 『玄関風呂』
- 1946年 『こおろぎ』
- 1947年 『落梅』
- 1948年 『虫のいろいろ』
- 1948年 『美しい墓地からの眺め』
- 1949年 『懶い春』（長編小説）
- 1949年 『痩せた雄雞』
- 1949年～1950年 『芳兵衛物語』（長編小説）（1973年3月、NHK・銀河テレビ小説、杉山義法脚本でドラマ化）
- 1950年 『小鳥の声』
- 1950年 『霖雨』（中編小説）
- 1955年 『すみっこ』（中編小説）
- 1957年 『華燭の日』
- 1957年 『石』
- 1960年 『末っ子物語』（長編小説）（1975年1月、NHK・少年ドラマシリーズでドラマ化）
- 1961年 『まぼろしの記』（中編小説、第15回野間文芸賞）
- 1962年 『夢蝶』
- 1964年 『退職の願い』
- 1965年 『虫も樹も』
- 1968年 『楠ノ木の箱』
- 1970年～1973年 『あの日この日』（文学回想録、第28回野間文芸賞）
- 1971年 『松風』
- 1972年 『閑な老人』
- 1975年 『蜜蜂が降る』
- 1979年 『蜂と老人』
- 1982年 『日の沈む場所』

## 著書
- 『おしゃべり』版画荘文庫　1937
- 『暢気眼鏡』砂子屋書房 1937 のち新潮文庫（新編 改版）※、角川文庫
- 『続 暢気眼鏡』砂子屋書房 1938
- 『竹盗人』砂子屋書房 1938
- 『猿の腰掛』高山書院 1940
- 『夢ありし日 短篇集』砂子屋書房 1940
- 『金柑 随筆集』竹村書房 1941
- 『長い井戸』大観堂 1941
- 『男児出生』春陽堂文庫 1942
- 『南の旅』大観堂 1942
- 『子供漫談』墨水書房 1942
- 『乗合船』三宝書院「三宝文庫」1944
- 『海風抄 長編』南方書院 1944
- 『父祖の地　現代文学選』鎌倉文庫 1946
- 『田舎がたり』酣燈社 1946
- 『湖畔記』新紀元社 1947
- 『こほろぎ』共立書房 1948
- 『虫のいろいろ』留女書店 1949 のち新潮文庫、角川文庫
- 『懶い春』六興出版社 1950 のち角川文庫、新編「懶い春・霖雨」旺文社文庫 1976
- 『なめくぢ横丁』中央公論社 1950 のち角川文庫
- 『小鳥の声』三笠書房 1952
- 『もぐら横丁　昭和新名作選』池田書店 1952
- 『親馬鹿の記』池田書店 1952
- 『芳兵衛物語』池田書店 1953 のち角川文庫、旺文社文庫
- 『ぼうふら横丁』池田書店 1953
- 『水源地』白燈社 1953
- 『学生物語』春陽堂書店「現代ユーモア文学選」1953
- 『尾崎一雄作品集』全10巻 池田書店 1953-1954
- 『冬眠先生慌てる』朝日新聞社 1954
- 『すみつこ』大日本雄弁会講談社 1955
- 『わが生活わが文学』池田書店 1955
- 『もぐら随筆』鱒書房 1956
- 『天狗の羽風』宝文館 1957
- 『親馬鹿始末記』文藝春秋新社 1958
- 『末っ子物語』中央公論社 1961、講談社ロマン・ブックス 1964 ※、中公文庫 1977
- 『まぼろしの記』講談社 1962 のち旺文社文庫
- 『虫も樹も』講談社 1965
- 『楠ノ木の箱』講談社 1969 のち旺文社文庫
- 『冬眠居閑談 随筆集』新潮社 1969
- 『ある私小説家の憂鬱』新潮社 1970
- 『沢がに 随筆集』皆美社 1970
- 『閑な老人』中央公論社 1972、中公文庫 1981
- 『四角な机丸い机 随筆集』新潮社 1974
- 『二月の蜜蜂』成瀬書房 1974
- 『あの日この日』講談社 上下 1975、講談社文庫 全4巻 1978 ※
- 『蜜蜂が降る』新潮社 1976
- 『単線の駅』講談社 1976
- 『ペンの散歩』中央公論社 1978
- 『苺酒 随想集』新潮社 1982
- 『続 あの日この日』講談社 1982
- 『尾崎一雄全集』全15巻 筑摩書房 1982-1986
- 『志賀直哉』筑摩書房 1986

以下は文庫新編、※は各・電子書籍で再刊
- 『まぼろしの記・虫も樹も』講談社文芸文庫 1992 ※
- 『暢気眼鏡・虫のいろいろ』高橋英夫編 [7]、岩波文庫 1998 ※
- 『美しい墓地からの眺め』講談社文芸文庫 1998 ※
- 『単線の駅』講談社文芸文庫 2008 ※
- 『新編 閑な老人』荻原魚雷編、中公文庫 2022 ※

### 回想ほか
- 『尾崎一雄対話集』永田書房 1981
- 『尾崎一雄　人とその文学』尾崎松枝編、永田書房 1984

### 現代語訳
- 『現代語西鶴全集』第4巻 世間胸算用・俗つれ～”・万の文反古 志賀直哉共訳 春秋社 1932
- 『東海道中膝栗毛』十返舎一九原作 小学館(少年少女世界名作文学全集)　1965

## 関連文献
- 『関口良雄さんを憶う』岡本功司・山高登共編、三茶書房[8] 1978。復刻・夏葉社 2011
- 中野孝次『贅沢なる人生』文藝春秋、1994
- 田中敦子『父のおじさん　作家・尾崎一雄と父の不思議な関係』里文出版、2021

## 映画化作品
- 1940年 『暢気眼鏡』（監督：島耕二）
- 1953年 『もぐら横丁』（監督：清水宏）
- 1959年 『愛妻記』（監督：久松静児）- 原作「芳兵衛物語」、主演：フランキー堺、司葉子